# Западноафрикански малък крокодил
Западноафриканският малък крокодил (Osteolaemus tetraspis) е вид влечуго от семейство Крокодилови (Crocodylidae). Възникнал е преди около 5,33 млн. години по времето на периода неоген. Видът е уязвим и сериозно застрашен от изчезване.

## Разпространение
Разпространен е в Ангола, Бенин, Буркина Фасо, Габон, Гамбия, Гана, Гвинея, Гвинея-Бисау, Демократична република Конго, Камерун, Кот д'Ивоар, Либерия, Нигерия, Сенегал, Сиера Леоне, Того и Централноафриканска република.

## Описание
Продължителността им на живот е около 70 години.